# Большие Пруды (Тульская область)
Большие Пруды — деревня в Алексинском районе Тульской области.

## История
В 1961 году указом Президиума Верховного Совета РСФСР деревня Плутнево  переименована в Большие Пруды.

## Население
| 2010 |
| ---- |
| 8    |